# Dente del Gigante
El Dente del Gigante (en italiano) o Dent du Géant (en francés) («Diente del Gigante» en español) es una montaña en los Alpes occidentales, que forma parte del grupo de Rochefort, situado en la parte septentrional del macizo del Mont Blanc, sobre la línea de frontera entre Francia e Italia. El perfil particular de este pilar rocoso, lo hace reconocible desde ambas vertientes de la parte central del macizo. 

## Altura
La altura aparece de manera distinta según la cartografía. La lista oficial de los cuatromiles de los Alpes, publicada por la UIAA en su boletín n.º 145, de marzo de 1994, indica que según la cartografía italiana más reciente, su cota es 4.014 m y, según la francesa igualmente más reciente, es 4.013 m. En el libro Cuatromiles de los Alpes por rutas normales, Richard Goedeke indica los 4.013 m de la cartografía francesa. Igualmente, esa es la altura que se indica en summitpost.org.

## Características

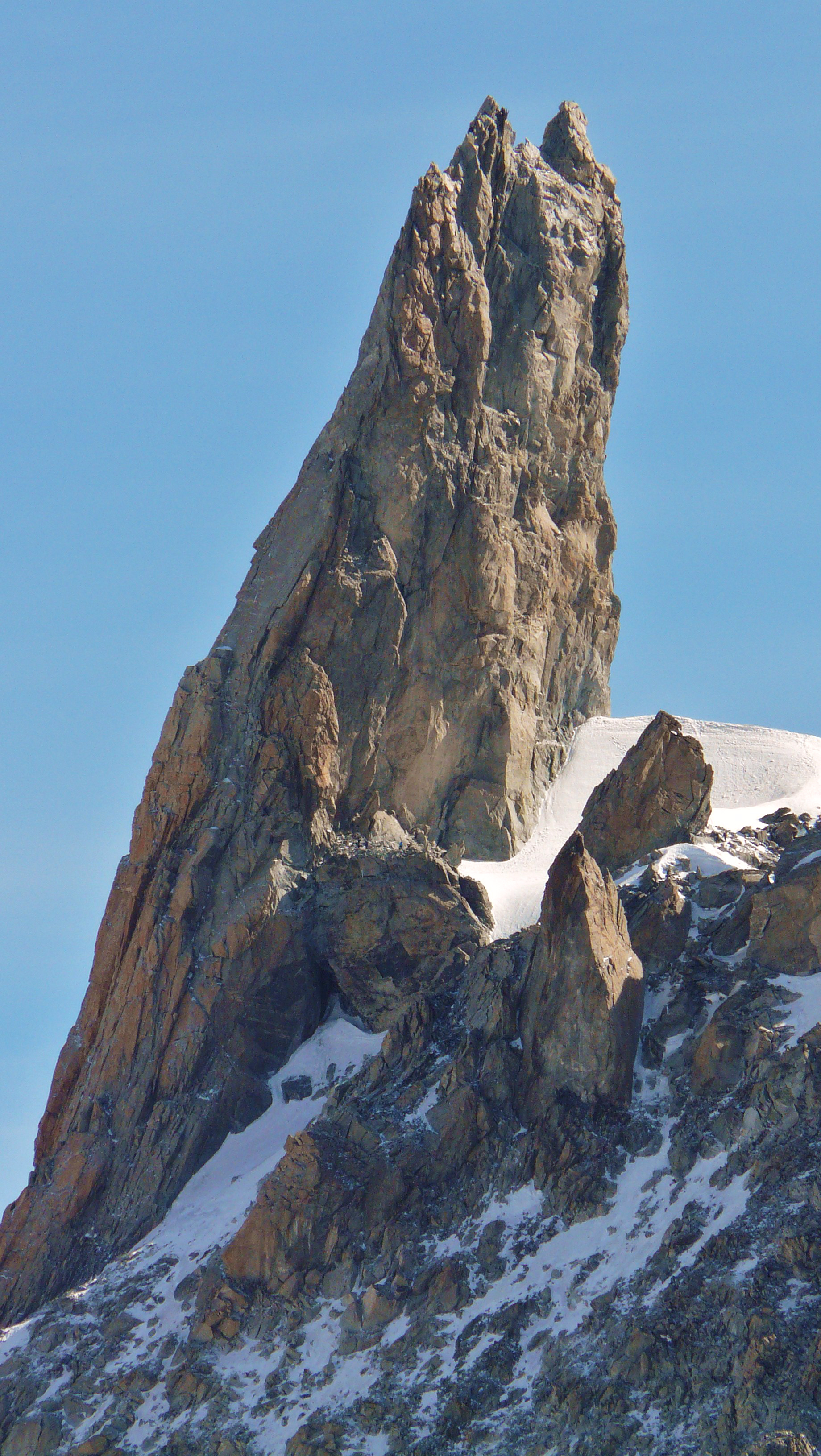
El Dente del Gigante visto desde la Punta Helbronner. Se distingue la Punta Sella a la izquierda y la Punta Graham a la derecha.

Está situado entre el Colle del Gigante (3.359 m) y las Grandes Jorasses (4.206 m), justo al norte de Entreves, sobre la dorsal que desde el Mont Blanc va hacia el Mont Dolent.  
La pared septentrional da al glaciar del Gigante, uno de los ramales del Mer de Glace, mientras que la meridional domina el Val Ferret.
La montaña está compuesta por dos cimas que están separadas la una de la otra por una treintena de metros y un pequeño collado (un "corte extremadamente poco elegante" según W. W. Graham):
- la Pointe o Punta Graham (4.013 m) al noreste, ascendida por vez primera por W. W. Graham con los guías Auguste Cupelin y Alphonse Payot el 20 de agosto de 1882. Este ascenso marcó el final de la llamada edad de plata del alpinismo.
- la Pointe o Punta Sella (4.009 m) al sudoeste, ascendida por primera vez por Jean Joseph Maquignaz con su hijo Baptiste Maquignaz y el sobrino, Daniel Maquignaz el 28 de julio de 1882. La misma cordada ascendió Pointe Sella una segunda vez al día siguiente con los clientes Alessandro Sella, Alfonso Sella, Corradino Sella y Gaudenzio Sella. Graham señaló sobre su primer ascenso que uno de los Maquignaz había tallado la letra "M" en un peldaño de roca justo por debajo de la cumbre de Pointe Sella.

El Dente del Gigante había permanecido sin escalar durante la edad de oro del alpinismo, y fue un pico muy codiciado en los años 1870, rechazando a muchas cordadas que lo intentaron, principalmente desde la arista Rochefort. En 1880 el fuerte equipo de Albert F. Mummery y Alexander Burgener intentaron forzar el paso a través de la cara sudoeste pero fueron rechazados por una banda de placas, lo que hizo que Mummery exclamara "¡Absolutamente inaccesible por medios limpios!"
La pared sur fue escalada el 28 de julio del año 1935 por M. Burgasser y R Leitz.

## Refugios

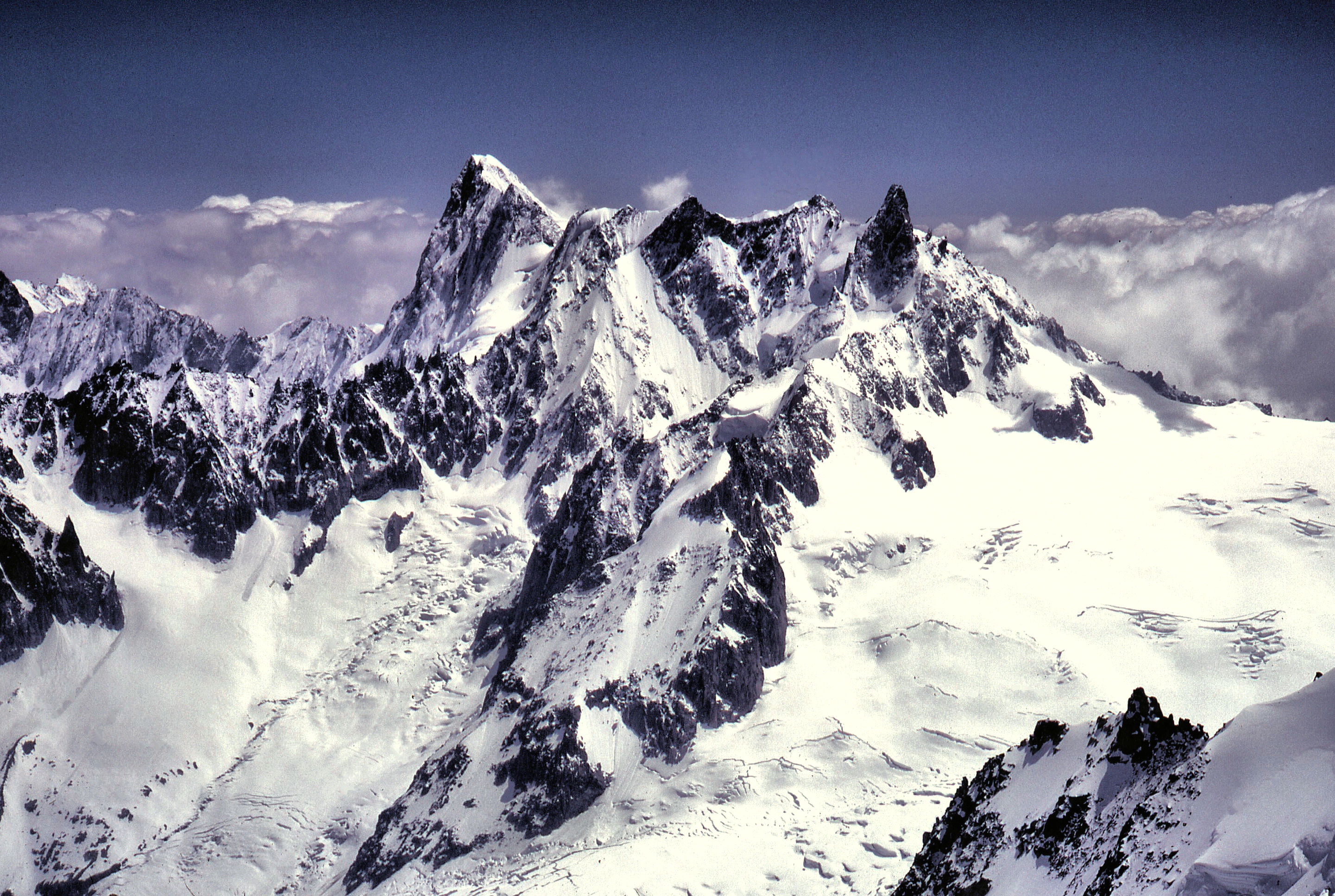
El Dente del Gigante es el pináculo oscuro en el extremo de la derecha de la arista Rochefort.

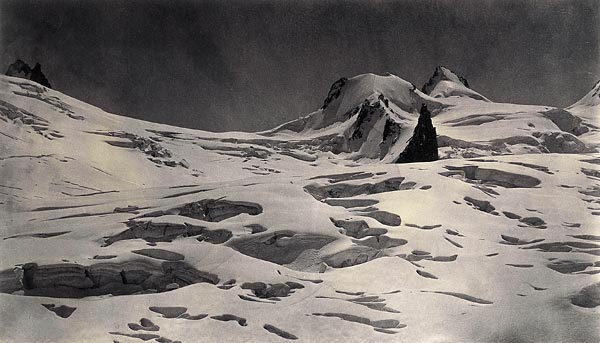
El collado Gigante.

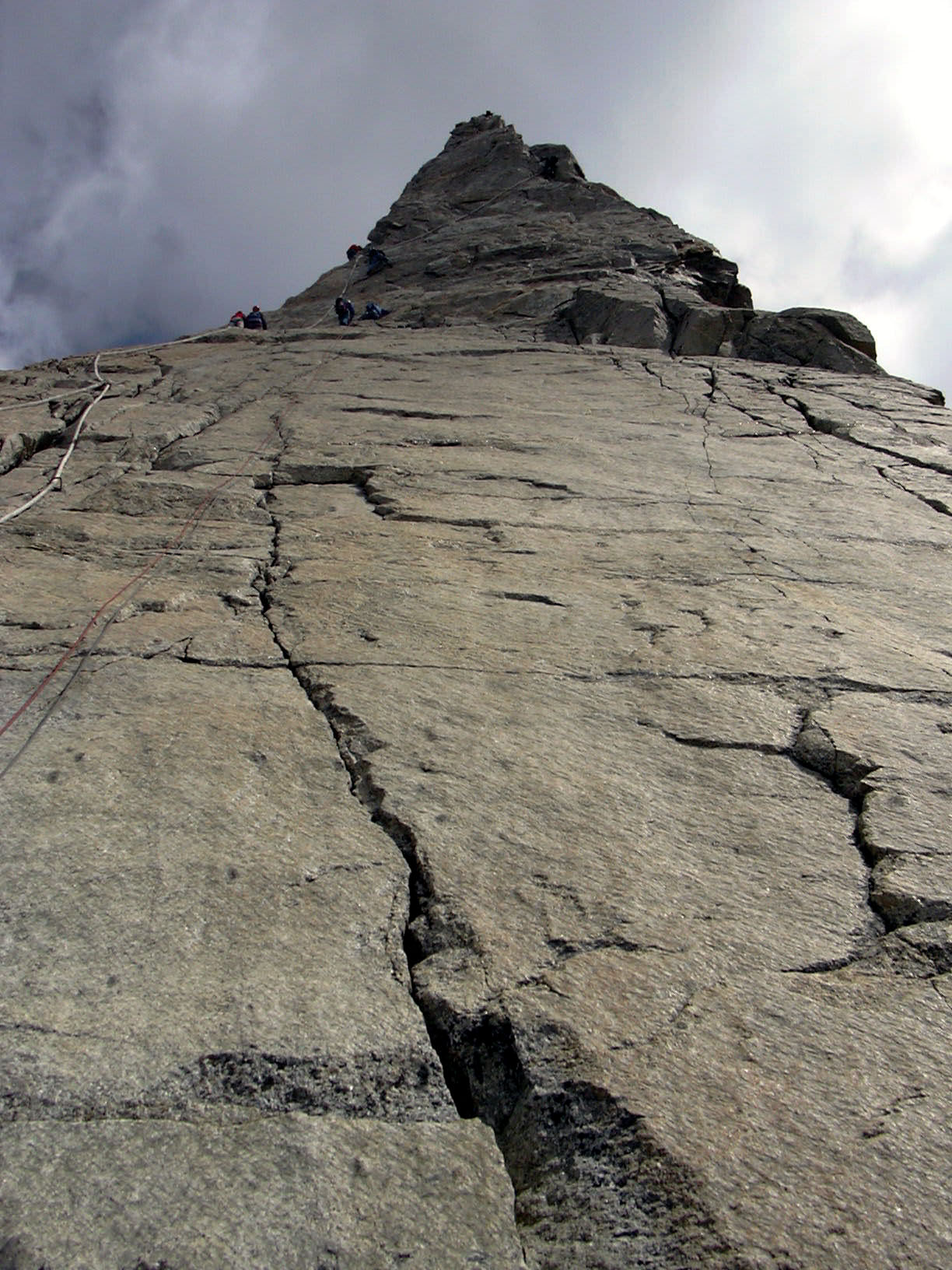
Sobre la pared del Dente del Gigante

A la montaña la sirven los siguientes refugios:
- Refugio Torino,  3371m, CAI, guardado desde mediados de mayo a finales de septiembre.
- Cabaña Torino (3.332 m, CAI, todo el año)
- Pointe Hellbronner (3,462 m, estación de teleférico que puede usarse de base)

## Clasificación SOIUSA
Según la clasificación SOIUSA, el Dente del Gigante pertenece:
- Gran parte: Alpes occidentales
- Gran sector: Alpes del noroeste
- Sección: Alpes Grayos
- Subsección: Alpes del Mont Blanc
- Supergrupo: Macizo del Mont Blanc
- Grupo: Cadena Rochefort-Grandes Jorasses-Leschaux
- Subgrupo: Grupo de Rochefort
- Código: I/B-7.V-B.4.a/a